# Esaete
Esaete is een kevergeslacht uit de familie van de boktorren (Cerambycidae). De wetenschappelijke naam van het geslacht werd voor het eerst geldig gepubliceerd in 2002 door Galileo & Martins.

## Soorten
Esaete is monotypisch en omvat slechts de volgende soort:
- Esaete rufulus Galileo & Martins, 2002